# Станько Йосип Петрович
Йосип Петрович Станько (30 квітня 1893, Яворів — 17 листопада 1967, Яворів, Львівська область) — майстер-різьбяр, автор технології Яворівського жолобчасто-вибірного різьблення.

## Ранні роки
Йосип Петрович Станько народився 30 квітня 1893 року місті Яворів Львівської області в сім'ї Петра та Марії, які були корінними Яворівчанами. В сім'ї був наймолодшою дитиною, де було всього п'ятеро дітей.
Батько Йосипа Петровича був династичним ремісником з масарства, займався переробкою, виготовленням та збутом м'ясної продукції. Володів декількома моргами землі та невеликою ділянкою лісу.
Старші брати та сестра Йосипа Петровича освіту більшу за чотири класи не осягали, бо у свої дитячо-юнацькі роки ставали помічниками своїх батьків по господарській справі і успадковували їх ремісництво.
«Особливим», як висловлювались його батьки, виростав наймолодший син Йосип, бо господарські справи його не цікавили, а проявляв більший хист до навчання у школі.
Навпроти будинку Станьків, буквально через дорогу, були розташовані дві школи: неповно-середня школа ім. Т. Г. Шевченка і тут же поруч «Крайовий науковий варстат» (знаменита промислова школа) на подвір'ях яких і виростав у своєму дитинстві Йосип Петрович.
В той час відбувся у ньому «синтез» обдарованості та наполегливості до навчання. Тут розпочався шлях до цілі його життя, до праці з деревиною, довічного перебування в учнівсько-виробничому колективі.
Так у 1900 році він почав своє навчання в неповно-середній школі, де в 1907 році закінчив 7-й клас. Надалі поступає вчитися в улюблену йому промислову школу по фаху столярно-різбярському, в якій провів чотирирічне навчання і закінчив його в 1911 році.

## Навчання у Львові
Всупереч волі батьків, але по рекомендації керівництва промислової школи, виїжджає до Львова і продовжує ще трьохрічне навчання в промисловій школі, яке завершує в 1914 році. Таким чином Йосип Петрович набув спеціальність майстра-вчителя у столярно-різьбярській справі.
В період навчання у Львові, пережив для себе складний період, бо на прожиття заробляв собі репетиторством.
По завершенні навчання у Львові, з початком першої світової війни, його мобілізували до служби в австрійській армії, був направлений на італійський фронт. Службу свою проходив у військовому оркестрі, грав на кларнеті. Армійську службу завершив в 1919 році.

## Робота в промисловій школі
В 1920 році йому було запропоновано роботу в Яворівській «забавкарській школі», по набутій спеціальності — майстра-вчителя по столярно-різбярській справі. Такій пропозиції Йосип Петрович був радий і сприйняв її як здійснення своєї мрії. Двадцятилітня праця у «промисловці» — це був початок і продовження справи його життя, бо якихось інших цілей та задач він собі і не ставив.
В період "визвольного" походу Червоної армії в західних областях (1939–1941 рр.) та період німецької окупації промислова школа на згарищі своєму відновлює роботу і таким чином проходить період свого другого відродження.
Йосип Петрович повертається до своєї улюбленої праці і ще з більшим ентузіазмом поринає в неї.
В цей період, з допомогою нового директора школи пана Богдана Стебельського приділяється велика увага програмно-виробничому навчанню учнів, новому виду плоскої різьби по дереву, а саме Яворівській різьбі рослинного характеру, роком народження якої, як відзначив у своїй автобіографії Йосип Петрович, є 1932 рік.
Паралельно, в період 1941–1944 рр., Йосип Петрович працює в Яворівській гімназії «Рідна школа», де веде предмет трудового навчання.
В липні 1944 року, з приходом Радянської влади, промислова школа знову припиняє своє буття.
На жаль, в цей важкий період в квітні 1944 року, Йосип Петрович отримав дуже важку побутову травму, перелом правої ноги і впродовж року, пролежав до пояса загіпсованим.
З початком свого одужання Йосип Петрович працює в артілі ім. Т. Г. Шевченка на посаді художника-оформлювача, а це була в основному Яворівська іграшка.
Будучи викладачем різьби по дереву в Яворівській школі художніх ремесел, Йосип Станько передав свої знання багатьом учням, серед яких значних успіхів досягли Сава Мельник, Михайло Канарчик та Касіян Кавас.

## Відновлення промислової школи
В період своєї роботи в артілі Йосип Петрович входить в добрий контакт з начальником «Облліспромсоюзу» — Вередою і вони спільно починають проробляти варіант відновлення діяльності промислової школи.
Пан Вереда переконливо доводить міністру лісової промисловості України пану Шапка, що в Яворові є нагальна потреба і для цього є всі можливості, відновити вже у третій раз роботу колишньої промисловки у виді деревообробної профтехшколи і нічого іншого бути там не може.
Таким чином, дякуючи старанням і наполегливості Йосипа Петровича, завдяки голові «Облліспромсоюзу» Вереді та міністру лісової промисловостіУкраїни Шапка, 1 вересня 1946 року почало свою діяльність Яворівське професійно-технічне училище майстрів художньої різьби по дереву.
За рекомендацією Йосипа Петровича в училищі починають працювати майстри виробничого навчання: зі столярства — Бульба В., з об'ємної різьби — Лісовський І. та Музика П. і зі свого делікатно-витонченого столярства та плоскої різьби Йосип Петрович Станько.
Таким чином, в умовах трудних післявоєнних років, коли в училищі ще немає достойної кількості технічного устаткування, при великій нестачі іншого матеріального забезпечення, приділяється достатня увага програмному навчанню у різьбі по дереву. В цей час, вже у другий раз, набирає великих обертів у своєму розвитку і попиту Яворівська різьба рослинного характеру, автором і засновником якої є Йосип Петрович Станько.

## Характер особистості
Йосип Петрович у своїй плоскій різьбі був неповторним каліграфістом. Крім плоскої різьби він любив творити експонати фігурної, об'ємної різьби. Свій робочий час в повній мірі віддавав своїм учням і більше був обдарованим педагогом, ніж майстром-ремісником,- за що завжди був улюбленим та шанованим в своїх учнів.
Йосип Петрович поважав і любив творчість Тараса Шевченка, Івана Франка, Лесі Українки, Богдана Лепкого, Степана Руданського, Йосипа Маковея — твори яких були у його домашній бібліотеці.
Любив графіку, тематика Тараса Шевченка і Лесі Українки була йому легкодоступною. Малював байцом по дереву і в цьому плані тяжко визначити, яку кількість портретів видатних українських знаменитостей він намалював, рівно ж як і неможливо сказати, яка кількість його виробів — експонатів розійшлась по приватних колекціях та музеях Галицького краю та за його межами. Його вироби часто експонувались на різного роду виставках і в тому числі на ВДНГ в Москві.
Любив креслити. Виконував окремі прохання з проектування будівельних споруд. Був досить таки всебічно розвинутою людиною.
Особливо відзначався власною акуратністю, точністю, пунктуальністю. Так довжина в один міліметр для нього — це вже був значний вимір. Був ощадним і роскошів у своєму житті не знав і не мав в них ніякої потреби.
Йосип Петрович був людиною непорушного слова, високої честі, великої порядності, моральності. Володів високою чутливістю до ближнього, гуманністю. Це був інтелігент старого гарту, невтомний трудівник. Достатньо ерудований — володів п'ятьма іноземними мовами.
Надзвичайно любив контактувати з живою природою. Біологічний світ приносив йому велику радість і власне там він черпав достатню кількість елементів для створення своєї Яворівської різьби рослинного характеру.
Йосип Петрович був зразковим сім'янином, життя своє проводив з великою шаною до законів Божих. В сімейному житті з Софією Дмитрівною, спільно нажили, виростили та виховали чотирьох дітей.

## Досягнення
- Йосип Станько є основоположником Яворівської різьби рослинного характеру, яка являє собою маленьку «гілочку у великому дереві» Української культури та мистецтва;
- Все своє трудове життя присвятив творчій майстро-педагогічній роботі в навчальному закладі з підготовки та виховання висококваліфікованих спеціалістів — митців в деревообробній, культурно-мистецькій галузі;
- Є «хрещеним батьком» Янівського училища, яке було у третій раз впроваджене в 1946 році у вигляді Яворівської професійно-технічної школи майстрів художньої різьби по дереву. Дякуючи його ініціативі та наполегливості училище сьогодні є, працює і працювати буде.
- 7 травня 2014 року наказом МІНІСТЕРСТВА ОСВІТИ І НАУКИ УКРАЇНИ  №561 було присвоєно ім’я Йосипа Петровича Станька Художньому професійно – технічному училищу № 14 та у подальшому найменувано його як державний навчальний заклад «Художнє професійно – технічне училище ім. Й. П. Станька».